# Charles Jean Marie Barbaroux

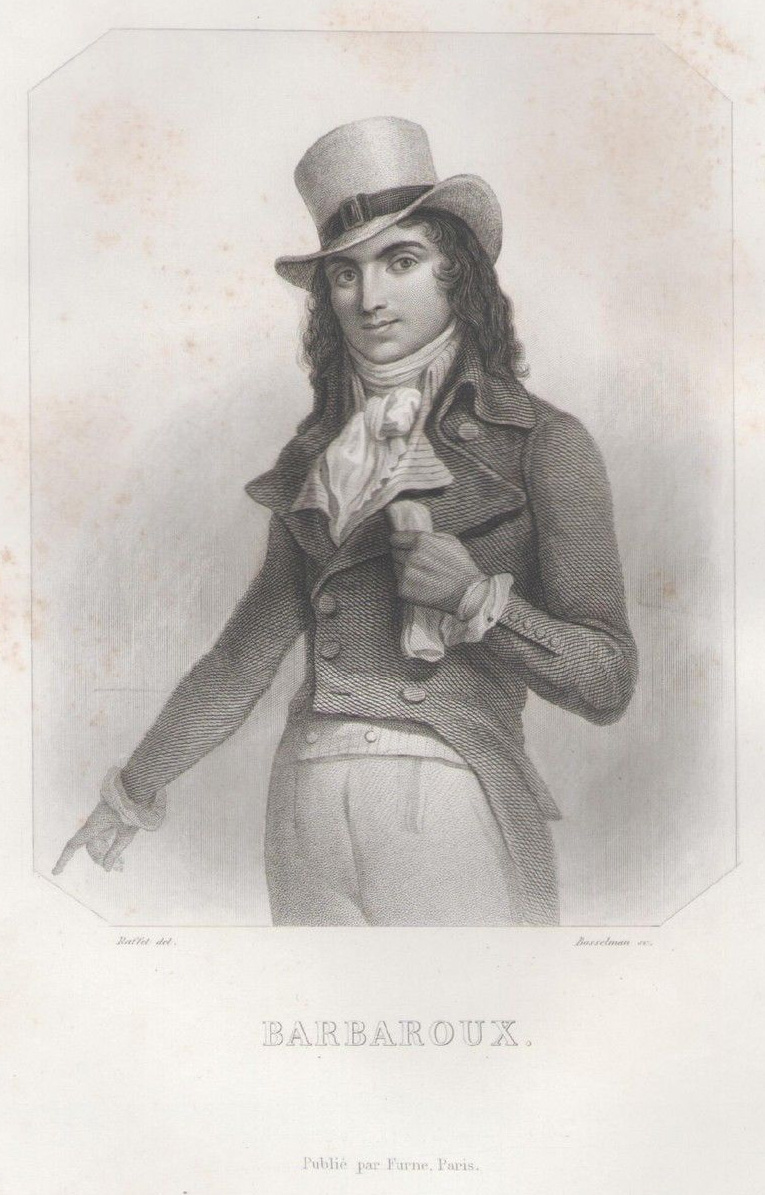
Charles Barbaroux

Charles Jean Marie Barbaroux (Marsiglia, 6 marzo 1767 – Bordeaux, 25 giugno 1794) è stato un politico e rivoluzionario francese, ai tempi della rivoluzione francese.

## Biografia
Nato a Marsiglia studiò presso il locale oratorio di san Filippo Neri. Andò poi a studiare giurisprudenza ad Aix-en-Provence e divenne un avvocato di successo. Venne nominato segretario generale del comune di Marsiglia, e nel 1792 venne inviato all'Assemblea nazionale legislativa per sostenere l'accusa contro la direzione del dipartimento di Bouches-du-Rhône, come complice dei realisti ad Arles.
A Parigi venne ricevuto nel club giacobino e contattò Jacques Pierre Brissot ed i Roland - Jean Marie Roland e Madame Roland. Su sua richiesta Marsiglia inviò a Parigi il battaglione di volontari che giunse nella capitale cantando la Marsigliese e contribuì all'insurrezione della Comune di Parigi contro re Luigi XVI.
Tornando a Marsiglia contribuì a reprimere un movimento realista ad Avignone e un movimento giacobino a Marsiglia. Venne eletto deputato alla Convenzione Nazionale con 775 voti su 776. Fu un oppositore dei Montagnardi sin dal primo giorno di sessioni, e accusò Massimiliano Robespierre di mirare a stabilire una dittatura (25 settembre 1792). Attaccò Jean-Paul Marat e propose di rompere la Comune di Parigi. In seguito ottenne l'atto di accusa contro il re e nel processo votò per la pena di morte senza appello e senza indugio. Partecipò al Comitato che redasse la Costituzione.
Durante la lotta finale fra Girondini e Montagnardi, Barbaroux rifiutò di rassegnare le dimissioni, e respinse l'offerta dei sanculotti di dare ostaggi per i rappresentanti arrestati. Riuscì a fuggire, prima a Caen, dove organizzò la ribellione girondina e dove conobbe Charlotte Corday che in seguito uccise Marat, poi a Saint-Émilion vicino a Bordeaux, dove scrisse le sue memorie  (pubblicate la prima volta nel 1822 da suo figlio, e riedite nel 1866). Scoperto, tentò di spararsi, ma riuscì solo a ferirsi e venne arrestato e portato a Bordeaux, dove venne ghigliottinato una volta accertata la sua identità. Oggi Barbaroux riposa nel Cimitero della Chartreuse, a Bordeaux.